# Quebrada Larga (Añasco)
Quebrada Larga es un barrio ubicado en el municipio de Añasco en el estado libre asociado de Puerto Rico. En el Censo de 2010 tenía una población de 1532 habitantes y una densidad poblacional de 367,62 personas por km².

## Geografía
Quebrada Larga se encuentra ubicado en las coordenadas 18°18′25″N 67°8′57″O / 18.30694, -67.14917. Según la Oficina del Censo de los Estados Unidos, Quebrada Larga tiene una superficie total de 4.17 km², que corresponden a tierra firme.

## Demografía
Según el censo de 2010, había 1532 personas residiendo en Quebrada Larga. La densidad de población era de 367,62 hab./km². De los 1532 habitantes, Quebrada Larga estaba compuesto por el 85.57% blancos, el 6.07% eran afroamericanos, el 0.07% eran amerindios, el 0.26% eran asiáticos, el 5.61% eran de otras razas y el 2.42% pertenecían a dos o más razas. Del total de la población el 99.09% eran hispanos o latinos de cualquier raza.